# Wayne Alexander
Wayne Alexander (n. 1943) este un actor american care a crescut în Valea San Joaquin din California.

## Carieră

### Teatru
S-a format la Academia de Teatru a Los Angeles City College, apoi a petrecut patru ani la Teatrul Conservator American din San Francisco. Ulterior a lucrat coregraf de luptă și a lucrat pe scenă atât în Los Angeles, cât și în New York . La sfârșitul anilor 1980, a făcut trecerea la film și TV.

### Babylon 5
Alexandru a apărut în numeroase roluri în serialul de televiziune Babylon 5. Prima sa apariție în serial a fost în sezonul doi, episodul " Vine Inchizitorul" ca "Sebastian" – singura dată când a jucat un personaj om. Ulterior, Alexandru a jucat rolul lui „ Lorien ”, specia The First One. Alte apariții au fost în sezonul trei ca un Narn denumit "G'Dan" în episodul " And the Rock Cried Out, No Hiding Place", ca un Drazi în sezonul patru episodul " Intersecții în timp real " și ca un Drakh în sezonul cinci episoadele „ Mișcări de foc și umbră” și „Căderea Centauri Prime”. În filmele de televiziune, el a jucat un Drakh în Babylon 5: A Call to Arms, iar în Babylon 5: The River of Souls, el a apărut ca un suflet.

### Alte apariții
La televiziune, Alexander a mai jucat alte roluri cum ar fi în serialele Otherworld (1985), The Twilight Zone (1986), Hypernauts (1996), Frasier (1997), Sabrina, vrăjitoarea adolescentă (1998), Becker (1998), The X-Files (1998 - 2000), Mad Men (2013) și Scandal (2013).
În filmul din 1990, Spaced Invaders, Alexander l-a jucat pe Vern Pillsbury, ciudatul de la benzinărie  care devine puternicul „Verndroid” după ce a intrat în contact cu comandantul marțienilor invadatori.